# إقليم أروشا
إقليم أروشا (بالسواحلية: Mkoa wa Arusha)‏ هو إقليم إداري في تنزانيا ويقع في شمال البلاد. مدينة أروشا هي عاصمة الإقليم وأكبر مدنه. يحد الإقليم مقاطعة كاجيادو ‏ ومقاطعة ناروك في كينيا من الشمال، وإقليم كليمنجارو من الشرق، وإقليمي مانيارا وسينجيدا من الجنوب، وإقليمي مارا وسيميو ‏ من الغرب. إقليم أروشا هو موطن لمنطقة نجورونجورو المحمية، وهي إحدى مواقع التراث العالمي لليونسكو. يُقارن الإقليم بولاية ماريلند في الولايات المتحدة من ناحية مساحة اليابسة والمياه مجتمعة.
إقليم أروشا هو وجهة سياحية في إفريقيا وهو محور حلبة سفاري شمال تنزانيا. تشمل المتنزهات الوطنية والمحميات الطبيعية في هذه الإقليم منطقة نجورونجورو المحمية، ومتنزه أروشا الوطني، وجزءًا من حديقة بحيرة مانيارا الوطنية ‏. عُثر على بقايا هياكل حجرية عمرها 600 عام في إنغاروكا ‏، قبالة الطريق الترابية بين نهر البعوض ‏ وبحيرة النطرون. مع مؤشر التنمية البشرية يبلغ 0.721، تعد أروشا واحدة من أكثر الأقاليم تطوراً في تنزانيا.

## علم أصول الكلمات
سُميُ إقليم "أروشا" على اسم شعب أروشا، وهي مجموعة عرقية من البانتو هاجرت في الأصل من أروشا شيني في إقليم كليمنجارو منذ حوالي 400 عام.

## التقسيمات الإدارية

### الولايات
ينقسم إقليم أروشا إلى مدينة واحدة وست ولايات، يدير كل منها مجلس.
|                        | Arusha City     | أروشا     | 416,442 | 93 |
| Arusha Rural District* | سكون 2 ‏         | 323,198   | 1,547.6 |    |
| Karatu District        | كاراتو ‏         | 230,166   | 3,300   |    |
| Longido District       | لونجيدو ‏        | 123,153   | 7,782   |    |
| Meru District**        | نهر أوسا ‏       | 268,144   | 1,268.2 |    |
| Monduli District       | مدينة موندولي ‏  | 158,929   | 6,419   |    |
| Ngorongoro District    | لوليوندو (قرية) | 174,278   | 14,036  |    |
| Total                  | Arusha          | 1,694,310 | 34,526  |    |

ملحوظات:
* - يمثل الجزء الغربي من ولاية أروميرو السابقة** - تمثل الجزء الشرقي من ولاية أروميرو السابقة

## المتنزهات الوطنية والمعالم الوطنية ومواقع أخرى

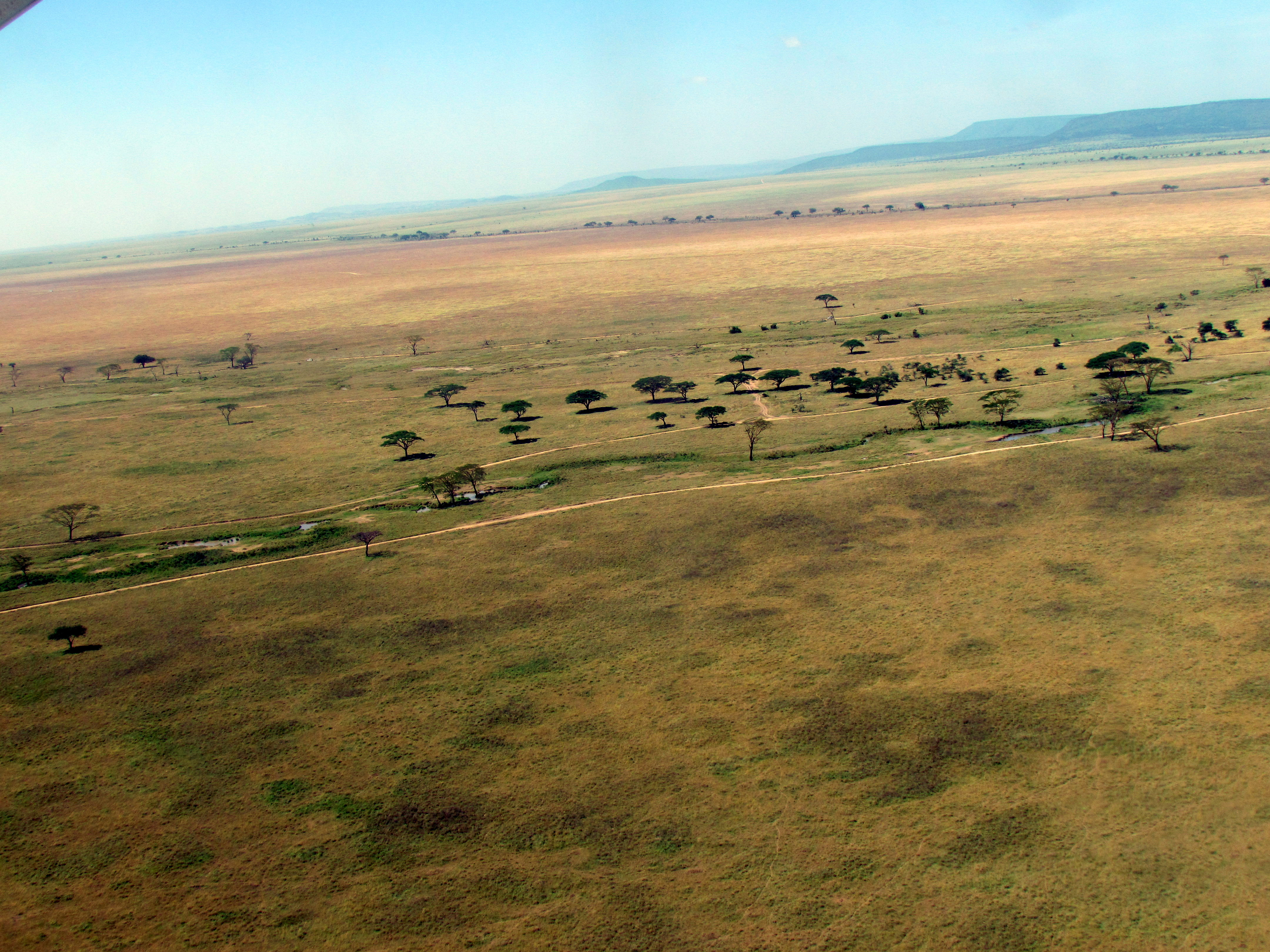
ولاية أروشا الغربية، تنزانيا.

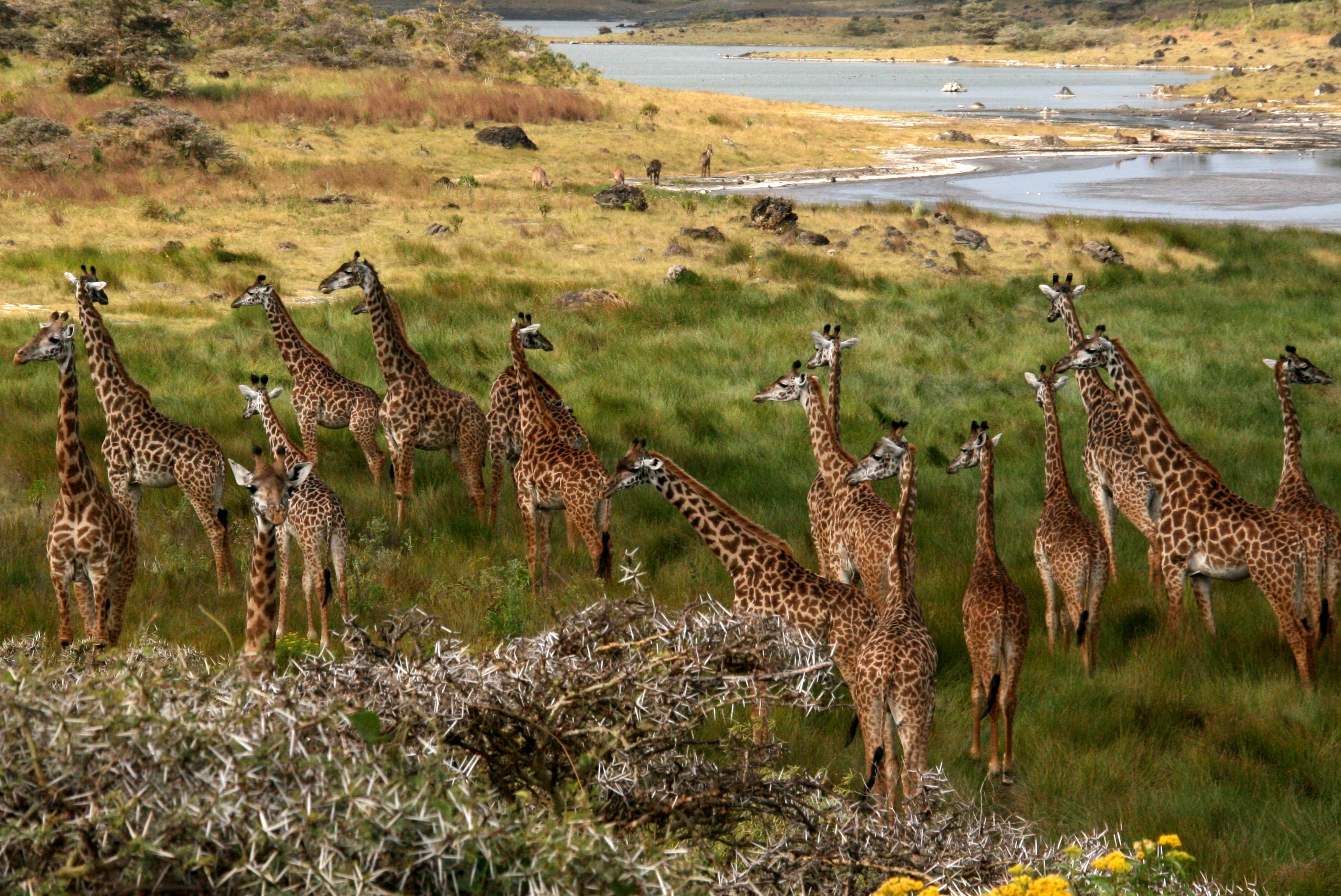
حديقة الزرافات أروشا الوطنية، إقليمأروشا، تنزانيا.

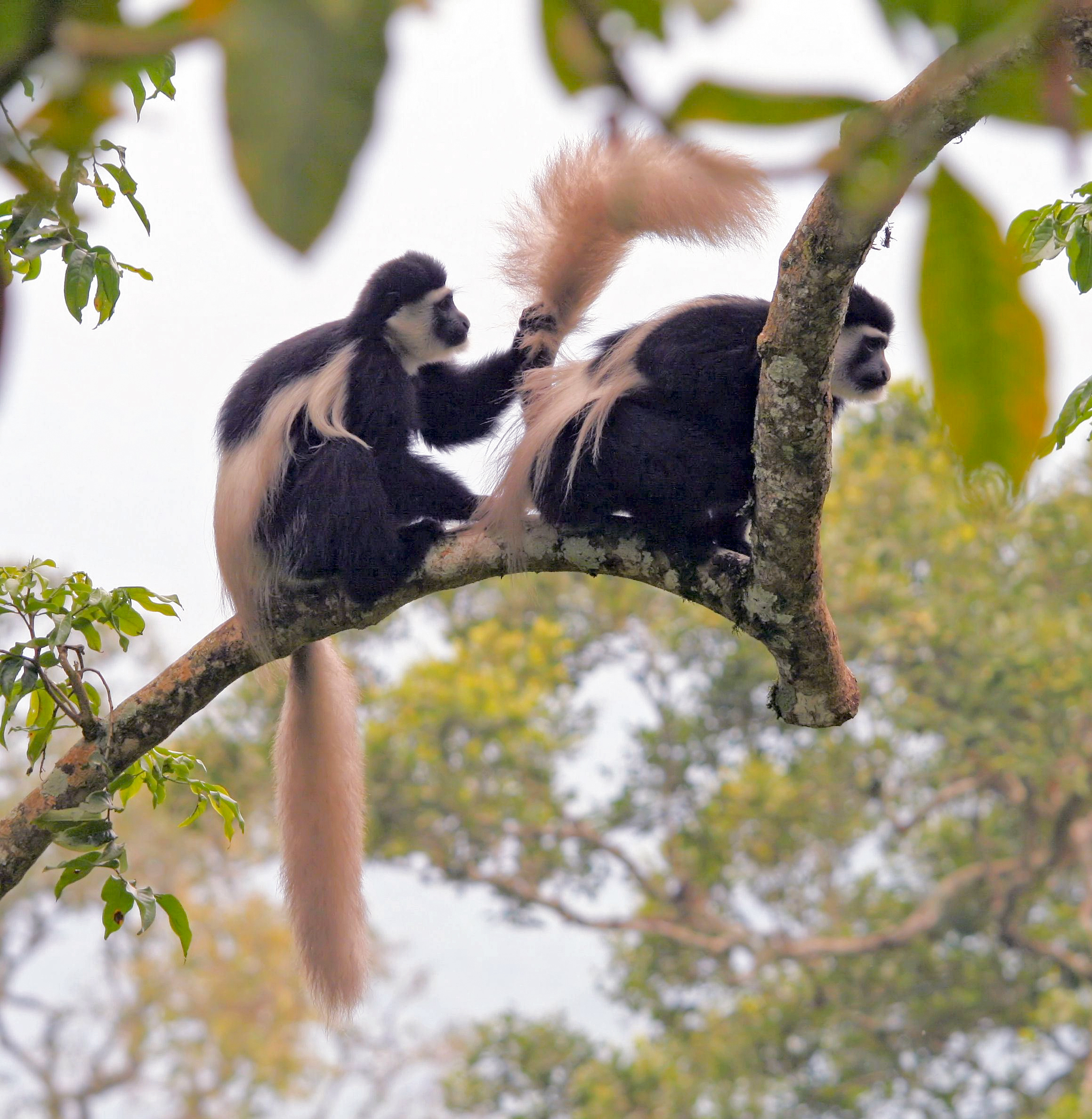
Colobus guereza Mantelaffen في حديقة أروشا الوطنية، إقليمأروشا.

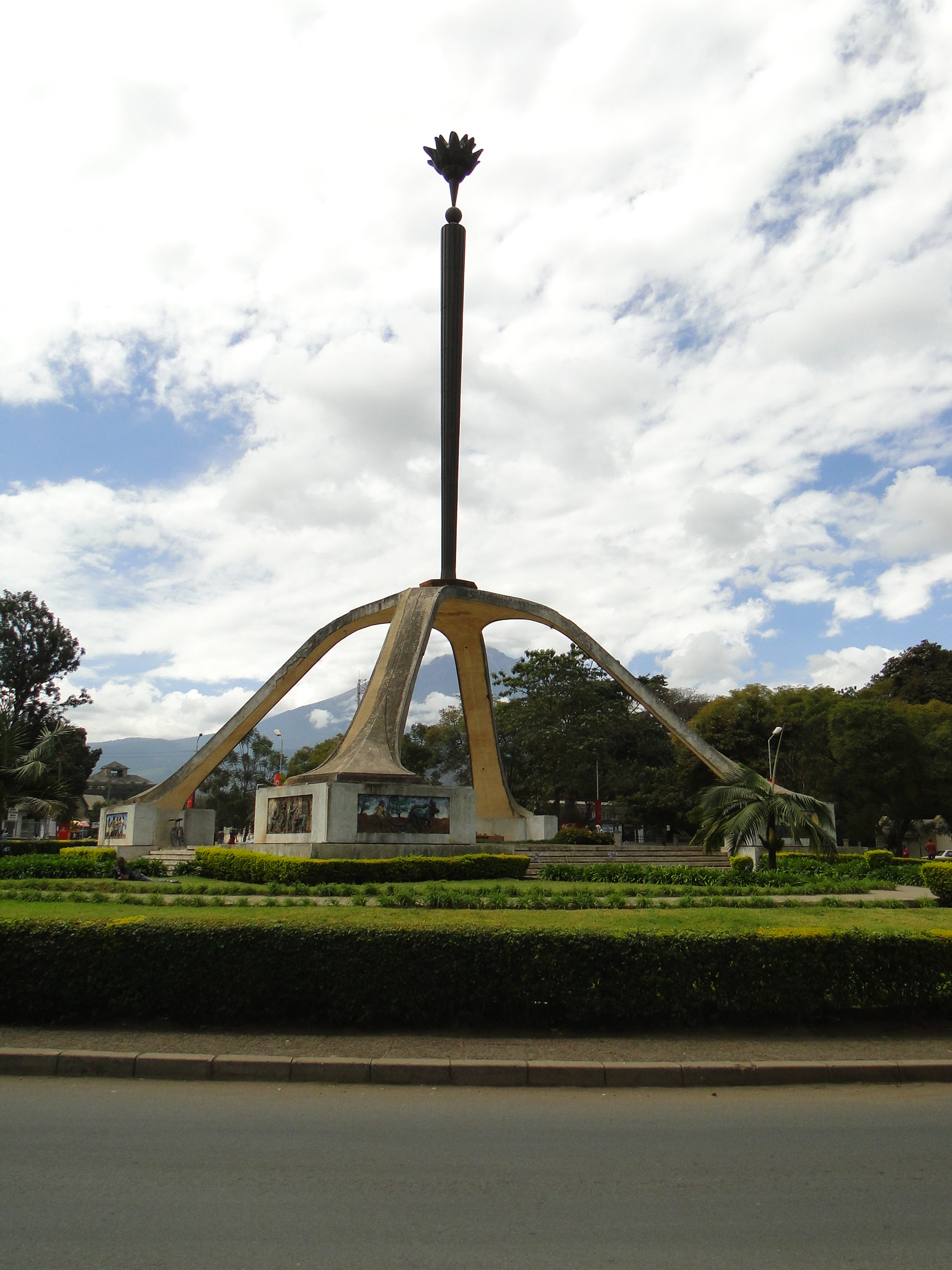
نصب إعلان أروشا

1. متنزه أروشا الوطني
2. إمباكاى كريتر
3. إنجاروكا
4. الوادي المتصدع الكبير
5. حديقة بحيرة مانيارا الوطنية (جزء)
6. محمية غابة جبل لونجيدو
7. محمية غابة جبل ميرو
8. منطقة نجورونجورو المحمية
9. نجوردوتو كريتر
10. جبل أولدوينيو لنغاي
11. أولدوفاي جورج
12. نصب أوهورو

## التركيبة السكانية
وفقًا للتعداد الوطني لعام 2012، بلغ عدد سكان إقليم أروشا 1،694،310 نسمة.
يسكن الإقليم مجموعات ومجتمعات عرقية لغوية مختلفة. ومن بين هؤلاء: إيراكويون، أروشا، شعب الماساي، Wameru، السونجو، شاغا، باري، وNguu.قالب:Arusha